# Ocean Avenue
Ocean Avenue — четвёртый студийный альбом группы «Yellowcard», выпущенный в 2003 году, после подписания контракта с лейблом Capitol Records. «Ocean Avenue» продался тиражом в 11 000 копий в первую неделю продаж в США, дебютировав на 61 позиции. В итоге продавшись 2,5 миллионным тиражом, этот альбом является наиболее популярным и стал дважды платиновым. Также в некоторых странах альбом был выпущен ограниченным тиражом. Такой диск включал в себя видео-материал «Работа над Ocean Avenue» и невыпущенные видео (такие, как клип к песне «Powder» (альбом «The Underdog EP»)). Позже было выпущено ещё одно специальное издание, в которое входили «живые» видео, а также клипы. Песни «Way Away» и «Breathing» из альбома «Ocean Avenue» использовались в качестве саундтрека к таким играм, как «FlatOut 2» и «Burnout».

## Список композиций
1. «Way Away» — 3:21
2. «Breathing» — 3:38
3. «Ocean Avenue» — 3:18
4. «Empty Apartment» — 3:36
5. «Life of a Salesman» — 3:18
6. «Only One» — 4:17
7. «Miles Apart» — 3:32
8. «Twentythree» — 3:27
9. «View From Heaven» — 3:22
10. «Inside Out» — 3:40
11. «Believe» — 4:31
12. «One Year, Six Months» — 3:28
13. «Back Home» — 3:55

### Бонус-треки
- Firewater — 3:22
- Hey Mike — 4:02

## Позиции в чартах
| Чарт                     | Наивысшее место |
| ------------------------ | --------------- |
| New Zealand Albums Chart | 8               |
| UK Album Charts          | 149             |
| U.S. Billboard 200       | 23              |

### Синглы
| Сингл          | Чарт                           | Позиция |
| -------------- | ------------------------------ | ------- |
| «Way Away»     | U.S. Hot Modern Rock Tracks    | 25      |
| «Way Away»     | UK Singles Charts              | 63      |
| «Ocean Avenue» | U.S. Billboard Hot 100         | 37      |
| «Ocean Avenue» | U.S. Hot Modern Rock Tracks    | 21      |
| «Ocean Avenue» | U.S. Billboard Audit Pop Songs | 27      |
| «Ocean Avenue» | U.S. Pop Songs                 | 13      |
| «Ocean Avenue» | U.S. Radio Songs               | 38      |
| «Ocean Avenue» | UK Singles Charts              | 65      |
| «Ocean Avenue» | New Zealand Singles Chart      | 34      |
| «Only One»     | U.S. Hot Modern Rock Tracks    | 15      |
| «Only One»     | U.S. Pop Songs                 | 28      |